# Beatings
Beatings byla česká beatová skupina, založená v roce 1968, která v průběhu sedmdesátých let postupně změnila styl až ke střednímu proudu. V letech 1972 až 1976 nesla název Fontána. Ve skupině se vystřídala řada hudebníků, mimo jiné Jaroslav Pospíšil, Pavel Sedláček, František Donáth a Michal Zelenka.

## Období 1968–1972
Skupina Beatings zpočátku hrála především beatovou hudbu. S odchodem původních členů a s příchodem nových hudebníků se projev změnil směrem k americkému hudebnímu stylu „West Coast“. V roce 1969 skupina natočila u Pantonu čtyři anglicky zpívané skladby, které byly roku 1970 vydány na EP desce. Mezi nimi byla i známá skladba Silence of Golden, převzatá z repertoáru Tremeloes a původní skladby Hey Michelle, We'd Be Happy a Quickly, které složil kytarista Jaroslav Pospíšil. V letech 1970 až 1972 skupině vydalo vydavatelství Panton několik dalších desek. Šlo jednak o vlastní skladby, které napsal Jaroslav Pospíšil (např. Sebrat se a jít, Poustevník a Její tvář), jednak o skladby převzaté od zahraničních skupin jako Hollies, Moody Blues a Status Quo. V té době už skupina zpívala česky.

## Období 1972–1976
Roku 1972 došlo, stejně jako u mnoha dalších skupin té doby, ke změně názvu. Ze skupiny Beatings se stala Fontána. Žánrově se skupina pomalu přiblížila ke střednímu proudu. Zatímco v prvních letech existence skupiny psal původní hudbu pro skupinu kytarista Jaroslav Pospíšil a texty často Ivan Rössler, později se mezi autory hudby, popř. textů objevují jména jako Jaroslav Uhlíř, Luděk Nekuda, Jan Obermayer, Daniel Dobiáš, Jan Krůta, Ondřej Suchý, Jaroslav Machek a další.
V letech 1972 až 1974 vydávala skupině desky dvě vydavatelství – Supraphon a Panton. Z roku 1972 pochází např. Pantonem vydaný singl se známou skladbou Já tak mít tátu (původně Son of my Father od Giorgio Morodera). Roku 1973 se uskutečnila změna na postu zpěváka. Františka Donátha vystřídal Pavel Sedláček. Roku 1974 Panton vydal skupině mj. singl s úspěšnou skladbou Nejkrásnější dívka z celých Čech. Pavel Sedláček natočil se skupinou také další skladby – Hurá, hurá, Loučení, Páže, Míček Flíček, Ten první a Sestřenice z Rokytnice. Roku 1975 ze skupiny odešel jeden ze zakladatelů a autor mnoha skladeb kytarista Jaroslav Pospíšil. V tomtéž roce odešel také zpěvák Pavel Sedláček a zanedlouho skupina ukončila činnost.
Někteří bývalí členové Beatings, mimo jiné Jaroslav Pospíšil a František Donáth, později založili skupinu Renesance.

## Diskografie
- 1970 Silence is Golden / Hey Michelle / We'd Be Happy / Quickly (nahr. 1969)
- 1970 Šťastný den / Poustevník
- 1970 Dál ji rád měj / Sebrat se a jít
- 1971 Nálada není růžová / Láska je jak sníh / Nastav tváře k políbení / Její tvář
- 1972 Hvězdný ples / Vláček plný touhy / Zámecká dáma / S námi zpívej
- 1972 Nevadí, nevadí, nevadí / Čistá láska neváhá
- 1972 Rytířův návrat / Já tak mít tátu
- 1972 Pána dáma chtěla poslat spát / Lásku svou bráním dál
- 1973 Ó, lidi / Odvedli mi holku z kola
- 1973 Hurá, hurá / Láska ospalá
- 1974 Loučení / Páže
- 1974 Nejkrásnější dívka z celých Čech / Míček Flíček
- 1975 Sestřenice z Rokytnice / Ten první